# Raymond E. Guishard Technical Centre
Het Raymond E. Guishard Technical Centre is een multifunctioneel stadion in The Valley, een stad in Anguilla. Het stadion wordt soms gebruikt voor internationale voetbalwedstrijden van het Anguillaans voetbalelftal, zoals in 2017 voor een kwalificatiewedstrijd voor Caribbean Cup 2017. In het stadion is plaats voor 2.000 toeschouwers.